# Manchester (Washington)
Manchester é uma Região censo-designada localizada no estado norte-americano de Washington, no Condado de Kitsap.

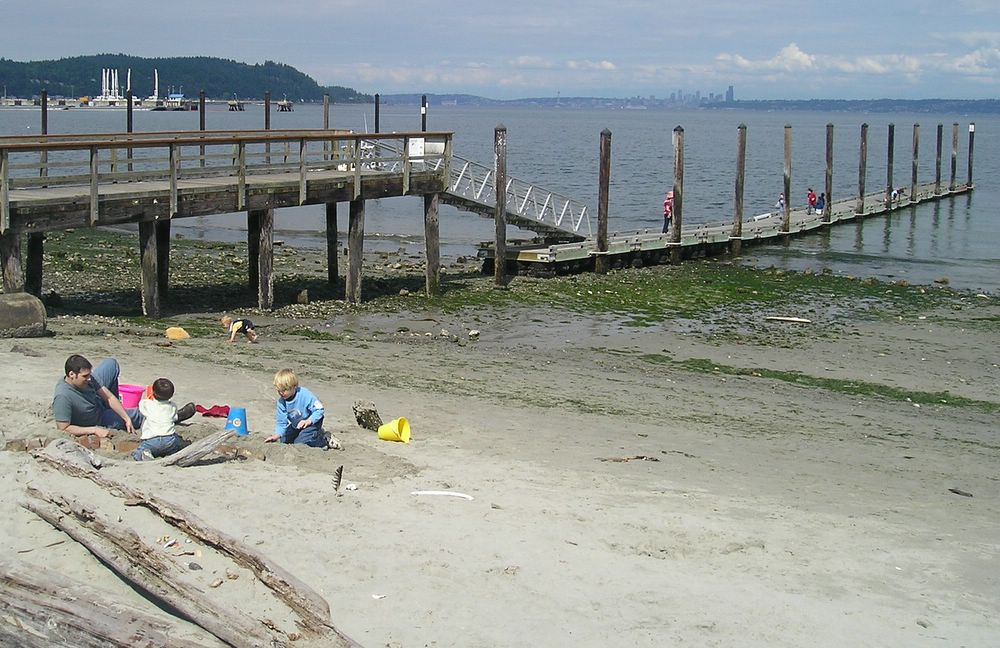
Waterkant

## Demografia
Segundo o censo norte-americano de 2000, a sua população era de 4958 habitantes.

## Geografia
De acordo com o United States Census Bureau tem uma área de
15,5 km², dos quais 7,6 km² cobertos por terra e 7,9 km² cobertos por água.

## Localidades na vizinhança
O diagrama seguinte representa as localidades num raio de 12 km ao redor de Manchester.